# Горњи Долич
Горњи Долич (словен. Gornji Dolič) је насељено место у општини Мислиња, Корушка регија, Словенија.

## Историја
До територијалне реорганизације у Словенији био је у саставу старе општине Словењ Градец.

## Становништво
У попису становништва из 2011. године, Горњи Долич је имао 502 становника.
| Број становника према пописима | Број становника према пописима | Број становника према пописима |
| ------------------------------ | ------------------------------ | ------------------------------ |
| 1991                           | 2002                           | 2011                           |
| 543                            | 520                            | 502                            |

Напомена: Године 1992. умањено за део насеља који је припојен насељу Мислиња.